# クリス・コールマン (ラグビーユニオン)
クリス・コールマン（Christian Coleman、1998年8月31日）は、ウェールズ出身のプロラグビー選手。ユナイテッド・ラグビー・チャンピオンシップのドラゴンズに所属している。

## 経歴
ウェールズのニューポート生まれ。ドラゴンズのアカデミーに在籍した。
2018年、プロ14（後のユナイテッド・ラグビー・チャンピオンシップ）のドラゴンズで、プロ選手デビュー。
2025年6月、ウェールズ代表の日本遠征メンバーに選ばれた。